# كناري الغابات
كناري الغابات أو رقاح الغابات (الاسم العلمي Crithagra scotops)، طائر من الرقاح وفصيلة الشرشوريات. موطنه جنوب أفريقيا وسوازيلاند. موائله الطبيعية الغابات الرطبة والغابات الجبلية الشبه الاستوائية أو المدارية. كان يُصنف سابقًا ضمن جنس النغر.